# Cristina Deutekom
Cristina Deutekom, née Stientje Engel, le 28 août 1931 à Amsterdam et morte le 7 août 2014 dans la même ville, est une soprano coloratura néerlandaise, qui s’est produite en opéra, oratorio et concerts. A Venise elle fut surnommée le "rossignol hollandais" (ussignolo olandese).

## Biographie
Cristina Deutekom fait ses études au Conservatoire d'Amsterdam. Après de petits rôles dans diverses œuvres, Cristina Deutekom interprète en 1963 le rôle de la Reine de la Nuit dans La Flûte enchantée de Wolfgang Amadeus Mozart, elle interprétera ce même rôle dans de nombreuses grandes maisons d'opéra d'Europe puis en 1968 au Metropolitan Opera de New York, où elle chantera en 1974 le rôle d'Elena des Vêpres siciliennes de Giuseppe Verdi.
Elle fut ensuite Donna Anna (Don Giovanni de Mozart), Fiordiligi (Così fan tutte de Mozart), Konstanze (Die Entführung aus dem Serail de Mozart), Vitellia (La Clémence de Titus de Mozart). Elle triompha ensuite dans les opéra Norma, I puritani, Lucia di Lammermoor. Mais également dans les grands rôles de Giuseppe Verdi : Nabucco, Il trovatore, Un ballo in maschera, Macbeth, puis dans Turandot de Puccini.
Elle chanta avec les plus grands ténors de son temps : Franco Corelli, Luciano Pavarotti, Plácido Domingo, José Carreras, Alfredo Kraus, Carlo Bergonzi et Nicolai Gedda.
Sa grande carrière s'acheva en 1987.

## Répertoire d'opéra
- Ludwig van Beethoven : Fidelio (Marzelline)
- Vincenzo Bellini : Beatrice di Tenda (Beatrice), Bianca e Fernando (Bianca), Norma (Norma), I puritani (Elvira)
- Luigi Cherubini : Medea (Medea)
- Gaetano Donizetti : Lucia di Lammermoor (Lucia)
- Wolfgang Amadeus Mozart : Così fan tutte (Fiordiligi), Don Giovanni (Donna Anna), Die Entführung aus dem Serail (Konstanze), La Clemenza di Tito (Vitellia), Die Zauberflöte (Königin der Nacht)
- Georg Friedrich Haendel : Alcina (Alcina)
- Giacomo Puccini : Turandot (Turandot)
- Gioachino Rossini : Armida (Armida), Mosè in Egitto (Sinaide)
- Camille Saint-Saëns : Henry VIII (Catherine d'Aragon)
- Richard Strauss : Der Rosenkavalier (Marianne Leitmetzerin)
- Giuseppe Verdi : Alzira (Alzira), Attila (Odabella), Un ballo in maschera (Amelia), I Lombardi (Giselda), Macbeth (Lady Macbeth), I masnadieri (Amalia), Nabucco (Abigaille), Rigoletto (Gilda), Simone Boccanegra (Amelia/Maria), Il Trovatore (Leonora), I Vespri siciliani (Elena),.
- Richard Wagner : Götterdämmerung (Woglinde), Das Rheingold (Woglinde), Die Walküre (Walküre).

## Distinctions
- Chevalier de l'ordre d'Orange-Nassau, 1974

## Prix et récompenses
- Grand Prix du disque de l'Académie Charles-Cros, Paris, 1968
- Palco Icenico d'Oro, Mantoue, 1971
- Monteverdi d'Oro, Venise, 1972
- Premio Romeo e Juliët, Vérone, 1972
- Rigoletto d'Oro, Mantoue, 1973
- Chanteuse de l'année, Milan, 1973
- Chanteuse de l'année, Milan, 1974
- Arena d'Oro, Vérone, 1976